# Хайдингер (лунный кратер)
Кратер Хайдингер (лат. Haidinger) — небольшой ударный кратер в области северо-восточного побережья Озера Благоговения на видимой стороне Луны. Название присвоено в честь австрийского минералога и геолога Вильгельма Карла фон Хайдингера (1795—1871); утверждено Международным астрономическим союзом в 1935 г.

## Описание кратера

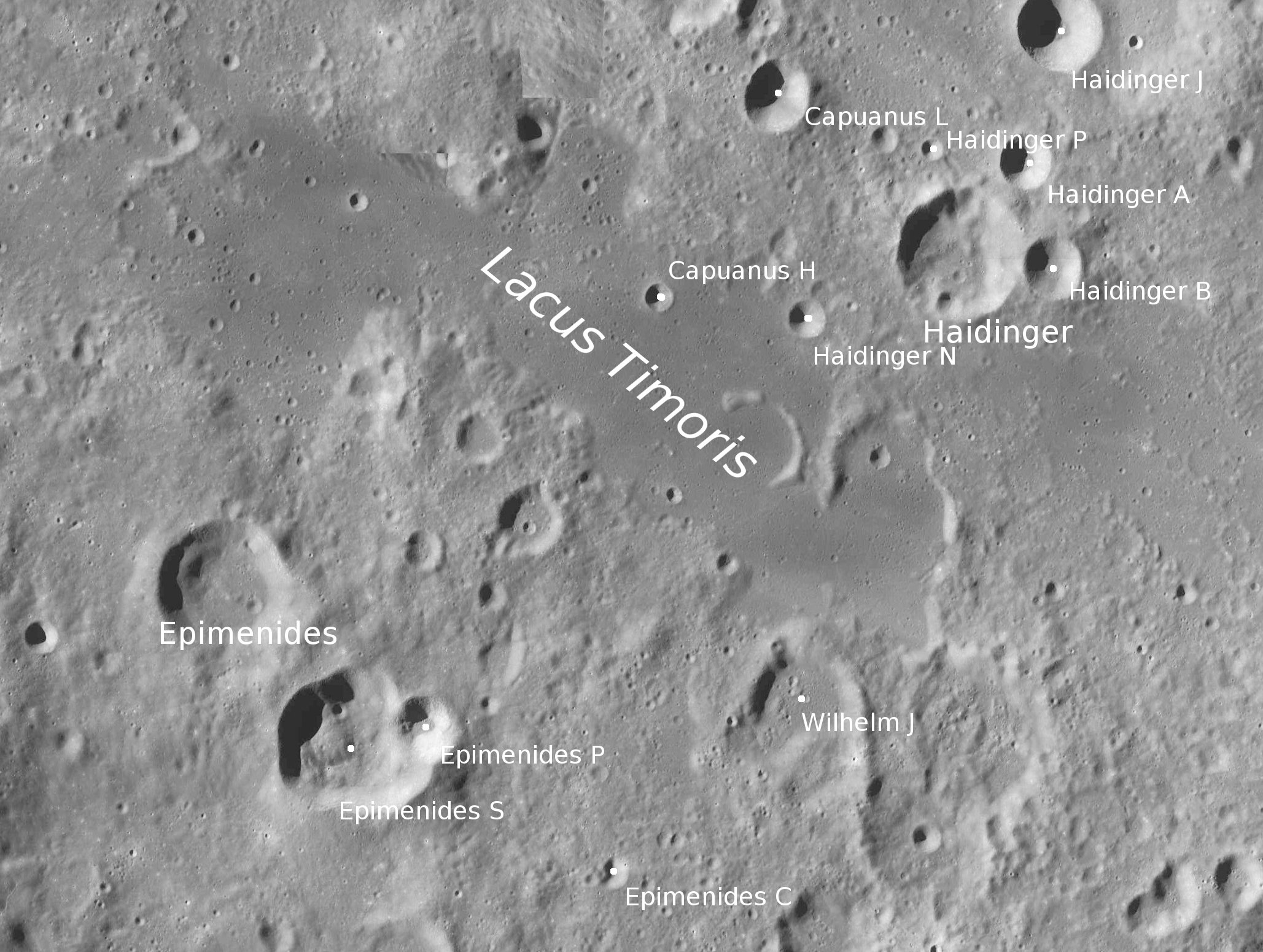
Окрестности кратера Хайдингер. Снимок зонда Lunar Reconnaissance Orbiter.

Ближайшими соседями кратера являются кратер Элгер на северо-западе; кратер Капуан на севере; кратер Хейнзиус на востоке; кратер Вильгельм на юго-востоке и кратер Эпименид на западе-юго-западе. На юго-западе от кратера находится Озеро Благоговения. Селенографические координаты центра кратера 39°11′ ю. ш. 25°08′ з. д. / 39,18° ю. ш. 25,14° з. д., диаметр 21,3 км, глубина 2330 м.
Кратер Хайдингер имеет близкую к циркулярной форму и умеренно разрушен, к восточной части вала примыкает сателлитный кратер Хайдингер B. Вал несколько сглажен но сохранил достаточно четкие очертания, южная и северная части вала отмечены маленькими кратерами. Высота вала над окружающей местностью достигает 810 м, объем кратера составляет приблизительно 300 км³. Дно чаши относительно ровное, в северной части чаши расположен небольшой хребет.
Кратер Хайдингер и сателлитный кратер Хайдингер J включены в список кратеров с темными радиальными полосами на внутреннем склоне Ассоциации лунной и планетарной астрономии (ALPO).

## Сателлитные кратеры

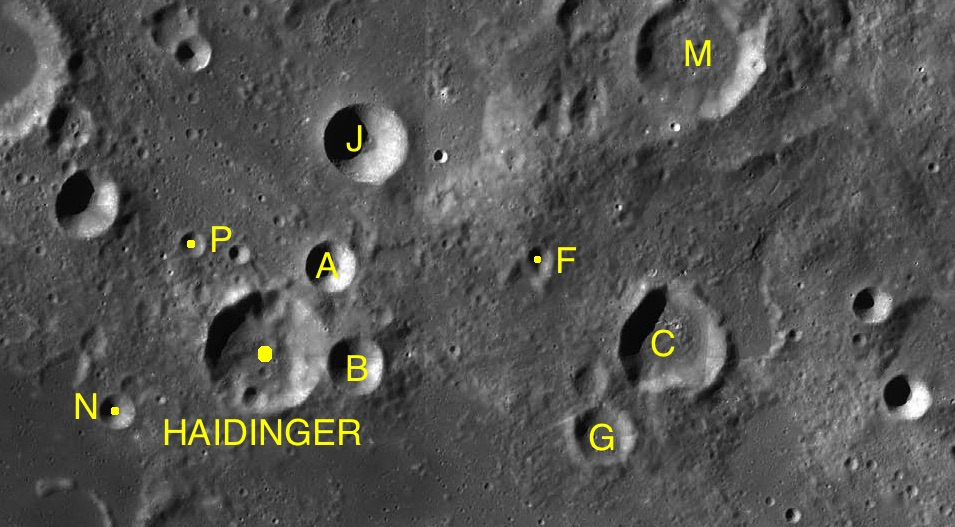
Фрагмент карты LAC-111.

| Хайдингер | Координаты                                            | Диаметр, км |
| --------- | ----------------------------------------------------- | ----------- |
| A         | 38°41′ ю. ш. 24°40′ з. д. / 38,69° ю. ш. 24,67° з. д. | 8,6         |
| B         | 39°15′ ю. ш. 24°29′ з. д. / 39,25° ю. ш. 24,48° з. д. | 10,1        |
| C         | 39°06′ ю. ш. 22°11′ з. д. / 39,1° ю. ш. 22,18° з. д.  | 18,3        |
| F         | 38°38′ ю. ш. 23°10′ з. д. / 38,63° ю. ш. 23,16° з. д. | 4,6         |
| G         | 39°36′ ю. ш. 22°40′ з. д. / 39,6° ю. ш. 22,66° з. д.  | 10,1        |
| J         | 37°59′ ю. ш. 24°26′ з. д. / 37,99° ю. ш. 24,43° з. д. | 14,2        |
| M         | 37°28′ ю. ш. 22°05′ з. д. / 37,46° ю. ш. 22,08° з. д. | 21,0        |
| N         | 39°31′ ю. ш. 26°14′ з. д. / 39,52° ю. ш. 26,23° з. д. | 6,3         |
| P         | 38°34′ ю. ш. 25°40′ з. д. / 38,57° ю. ш. 25,67° з. д. | 4,5         |

## См.также
- Список кратеров на Луне
- Лунный кратер
- Морфологический каталог кратеров Луны
- Планетная номенклатура
- Селенография
- Минералогия Луны
- Геология Луны
- Поздняя тяжёлая бомбардировка